# Całowanie
Całowanie (prononciation : [t͡sawɔˈvaɲe]) est un village polonais de la gmina de Karczew dans le powiat d'Otwock de la voïvodie de Mazovie dans le centre-est de la Pologne.
Il se situe à environ 9 kilomètres au sud-est de Karczew (siège de la gmina), 12 kilomètres au sud d'Otwock (siège du powiat) et à 31 kilomètres au sud-est de Varsovie (capitale de la Pologne).

## Histoire
De 1975 à 1998, le village appartenait administrativement à la voïvodie de Varsovie.